# Katja Gerberová
Katja Gerber, (* 13. prosinec 1975 Sömmerda, Německá demokratická republika) je bývalá reprezentantka Německa v judu.

## Sportovní kariéra
S judem začala v 7 letech a vrcholově se mu věnovala v Lipsku pod vedením Norberta Litta. Její největší rivalkou byla Sandra Köppenová. V roce 2004 se mezi nimi schylovalo k tvrdému nominačnímu boji o olympijských hrách v Athénách, ke kterému však nedošlo. V roce 2003 nečekaně oznámila těhotenství a přerušení sportovní kariéry. Po mateřské pauze se k vrcholovému judu nevrátila.

## Výsledky

### Váhové kategorie
| Turnaj             | 1998       | 1999       | 2000       | 2001       | 2002       |
| Turnaj             | 23         | 24         | 25         | 26         | 27         |
| Turnaj             | těžká váha | těžká váha | těžká váha | těžká váha | těžká váha |
| ------------------ | ---------- | ---------- | ---------- | ---------- | ---------- |
| Mistrovství Evropy | —          | —          | —          | 1.         | —          |

### Bez rozdílu vah
| Turnaj             | 1998 | 1999 | 2000 | 2001 | 2002 |
| Turnaj             | 23   | 24   | 25   | 26   | 27   |
| ------------------ | ---- | ---- | ---- | ---- | ---- |
| Mistrovství světa  |      | úč.  |      | 5.   |      |
| Mistrovství Evropy | 3.   | 1.   | 1.   | —    | 1.   |